# Soleil Borda
Soleil Borda (* 24. Dezember 1995) ist eine US-amerikanische Schauspielerin, die durch die Rolle der Tina Miller in der US-amerikanischen Sitcom Still Standing auch dem deutschen Publikum bekannt wurde.

## Filmografie

### Fernsehserien
- 2001–2002: Immer wieder Jim (According to Jim, Fernsehserie, zwei Folgen)
- 2002–2006: Still Standing (Fernsehserie, 85 Folgen)